# Norman Rockwell
Norman Percevel Rockwell (3. února 1894 New York – 8. listopadu 1978 Stockbridge, Massachusetts) byl americký malíř a ilustrátor. Známý se stal zejména obálkami, které přes čtyři desetiletí kreslil pro časopis The Saturday Evening Post. Jejich námětem byl každodenní život americké společnosti. Jeho ambice překračovaly úroveň ilustrátora. Zejména díky obrazům z pozdního období svého života došel uznání i u soudobé umělecké kritiky.

## Životopis

### Mládí

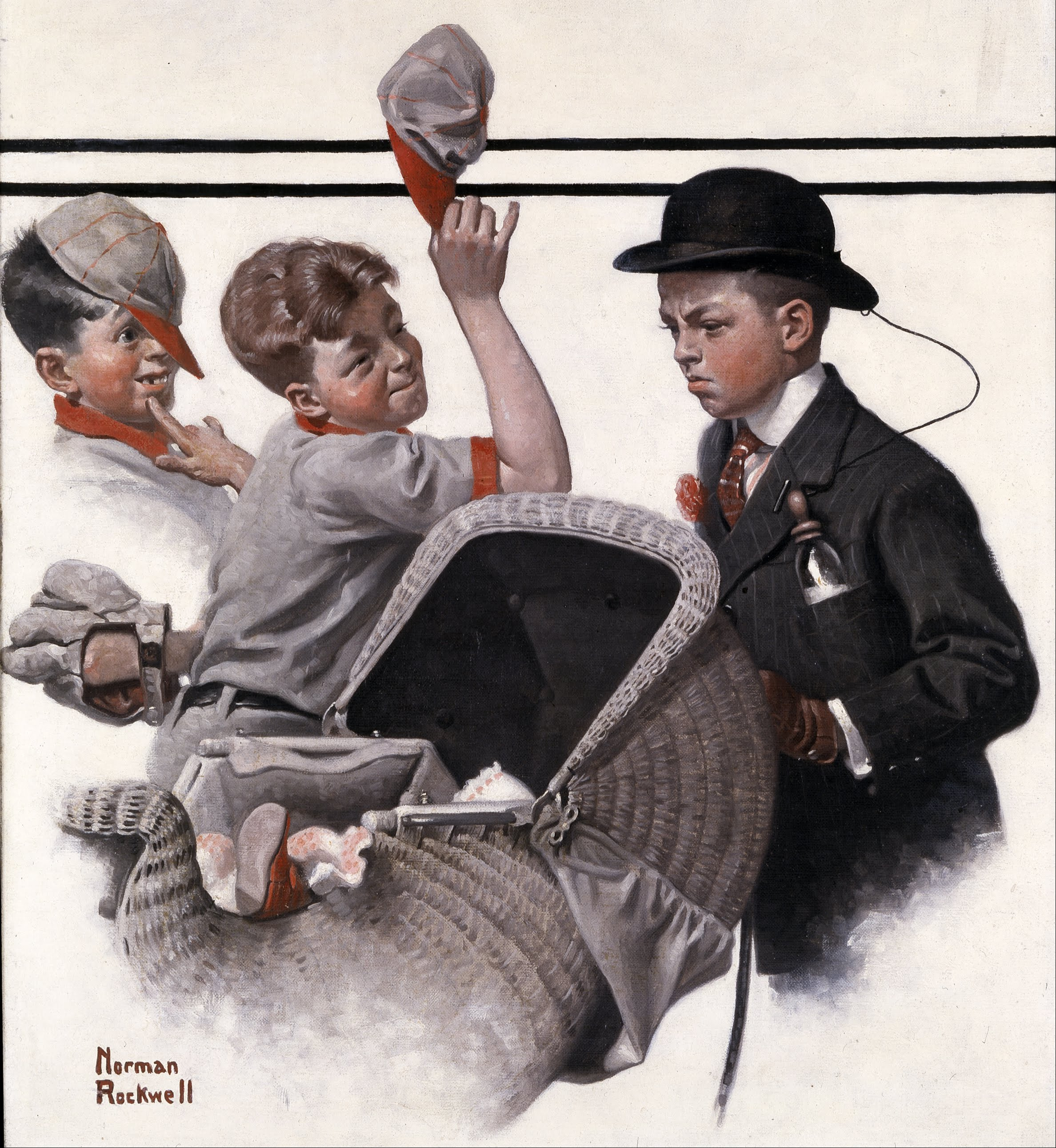
Kluk s kočárkem, první Rockwellova obálka pro Post, 1916

Narodil se 3. února 1894 v New Yorku do středostavovské rodiny Jarvise Waringa a Nancy Rockwellových. Měl staršího bratra Jarvise. Jako pětiletý zažil slavnostní návrat admirála George Deweye ze španělsko-americké války. To byl zřejmě jeden z hlavních podnětů na jeho cestě k výtvarnému umění. Ihned po přehlídce totiž začal kreslit válečné lodě. V roce 1903 se rodina přestěhovala do města Mamaroneck ve Westchester County. Na střední škole se Rockwellovi nelíbilo. Už tehdy byl rozhodnutý, že se stane ilustrátorem. Dojížděl na Manhattan na kurzy do Parsons School of Design. V 15 letech střední školu opustil a zapsal se na National Academy Museum and School, kde hlavně kopíroval sádrové odlitky. Roku 1910 přestoupil na Art Students League of New York. Zde jej vyučovali Thomas Fogarty (ilustraci), George Bridgman (anatomii) a Frank DuMond. Rok nato obdržel první zakázku: Doprovodil ilustracemi knihu C. H. Claudyho s názvem Tell Me Why: Stories about Mother Nature (Řekni mi proč: Příběhy o Matce přírodě). V roce 1912, když se rodina dočasně přestěhovala zpátky do New Yorku, zřídil si Rockwell ateliér v Upper West Side. Otec po čase zjistil, že se tato místnost nalézala v domě s nevěstincem. 

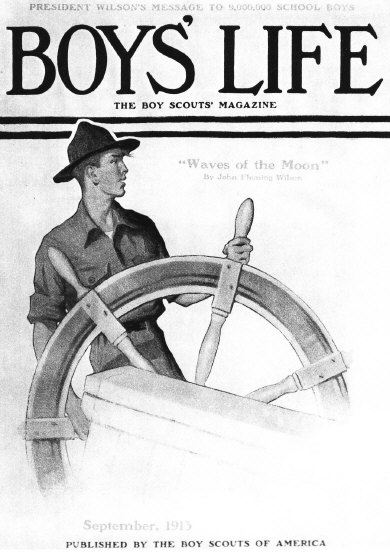
Skaut u kormidla, obálka pro Boys' Life, 1913

Roku 1913, teprve devatenáctiletý, se stal výtvarným redaktorem magazínu Boys' Life, založeného tři roky před tím. Časopis byl zaměřený na chlapce mezi 6 a 10 lety a podporoval skauting. Sem začal Rockwell kreslit své první obálky. Od té doby se děti staly jedním z jeho hlavních námětů. V roce 1915 se Rockwellovi znovu stěhovali, tentokrát do New Rochelle. Rockwell si zde se svým přítelem, malířem komiksů Victorem Forsythem, zřídil obchod.
Forsyth příležitostně publikoval v kresby v renomovaném týdeníku The Saturday Evening Post (dále jen Post). Na jeho podnět předložil Rockwell v roce 1916 pár svých kreseb na ukázku jeho redakci ve Filadelfii. Ještě 20. května toho roku vyšla v Postu první Rockwellova obálka s obrázkem Boy with Baby Carriage (Kluk s kočárkem). To byl počátek dlouhé, více než 47 let trvající spolupráce Rockwella s tímto periodikem. Za tu dobu vyšlo celkem v Postu celkem 322 Rockwellových obálek. Rockwell příležitostně pracoval i pro jiné časopisy, nejčastěji The Literary Digest, The Country Gentleman, Leslie's Weekly, Judge, Peoples Popular Monthly a Life. V roce 1918 byl odveden k námořnictvu, během služby však mohl i nadále kreslit a malovat.

### Osobní život

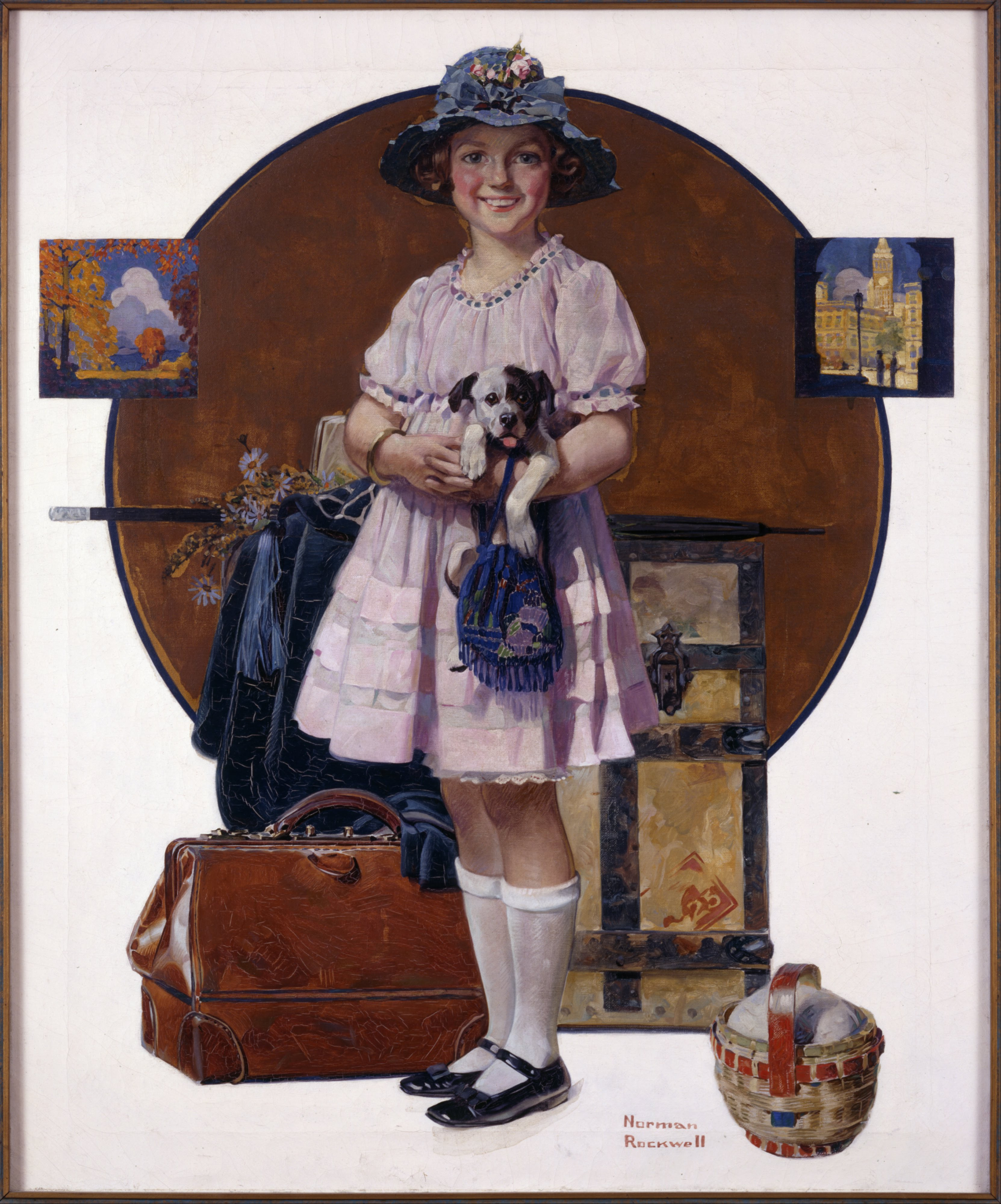
A je po prázdninách, 1921

V roce 1916 si vzal svou první ženu, učitelku Irene O'Connorovou, která bydlela ve stejném nájemním domě v New Rochelle jako Rockwellovi. Irene byla jeho modelkou pro kresbu Mother Tucking Children into Bed (Maminka ukládá děti do postele), která se objevila na obálce časopisu The Literary Digest v lednu 1921. Od roku 1927 však manželé žili odděleně a v roce 1930 se rozvedli. Rozchod s manželkou však Rockwellovi způsobil deprese. V té době si pronajal apartmán v jednom z hotelů v západní části Central Parku.
V roce 1930 odjel na do Kalifornie, kde se pohyboval v okruhu tehdejších filmových hvězd. Zde poznal další učitelku, Mary Barstowovou, kterou si po krátké romanci ještě téhož roku vzal. Odstěhovali se spolu do Bonnie Crest poblíž New Rochelle ve státě New York. Zde žili v okázalém domě postaveném v koloniálním retrostylu. Do roku 1936 se jim narodili tři synové: Jarvis Waring, Thomas Rhodes a Peter Barstow. Přestože nebyli příliš nábožensky založeni, patřili do sboru farního kostela sv. Jana poblíž jejich domova. Zde také nechali pokřtít své syny. V roce 1939 se Rockwellovi přestěhovali do Arlingtonu ve státě Vermont, městečka uprostřed lesů, kde Rockwell začal malovat maloměstský život. S místními lidmi se sžil a nalezl zde rovněž kolegy ilustrátory.
Poválečné období, které po umělecké stránce přineslo Rockwellovi největší úspěchy, bylo spojeno s problémy v osobním životě. Rodina v souvislosti s náklady na vzdělání synů těžko vycházela s penězi, Rockwell byl přepracovaný a propadal depresím, jeho manželka čelila psychickým problémům a alkoholismu. Nakonec musela být hospitalizována v sanatoriu v Stockbridge ve státě Massachusetts. Roku 1953 se celá rodina do Stockbridge přestěhovala. V roce 1959 Mary Rockwellová zemřela na srdeční selhání. Roku 1961 si vzal Molly Pundersonovou, další učitelku, která už byla v důchodu.

### Meziválečná umělecká kariéra

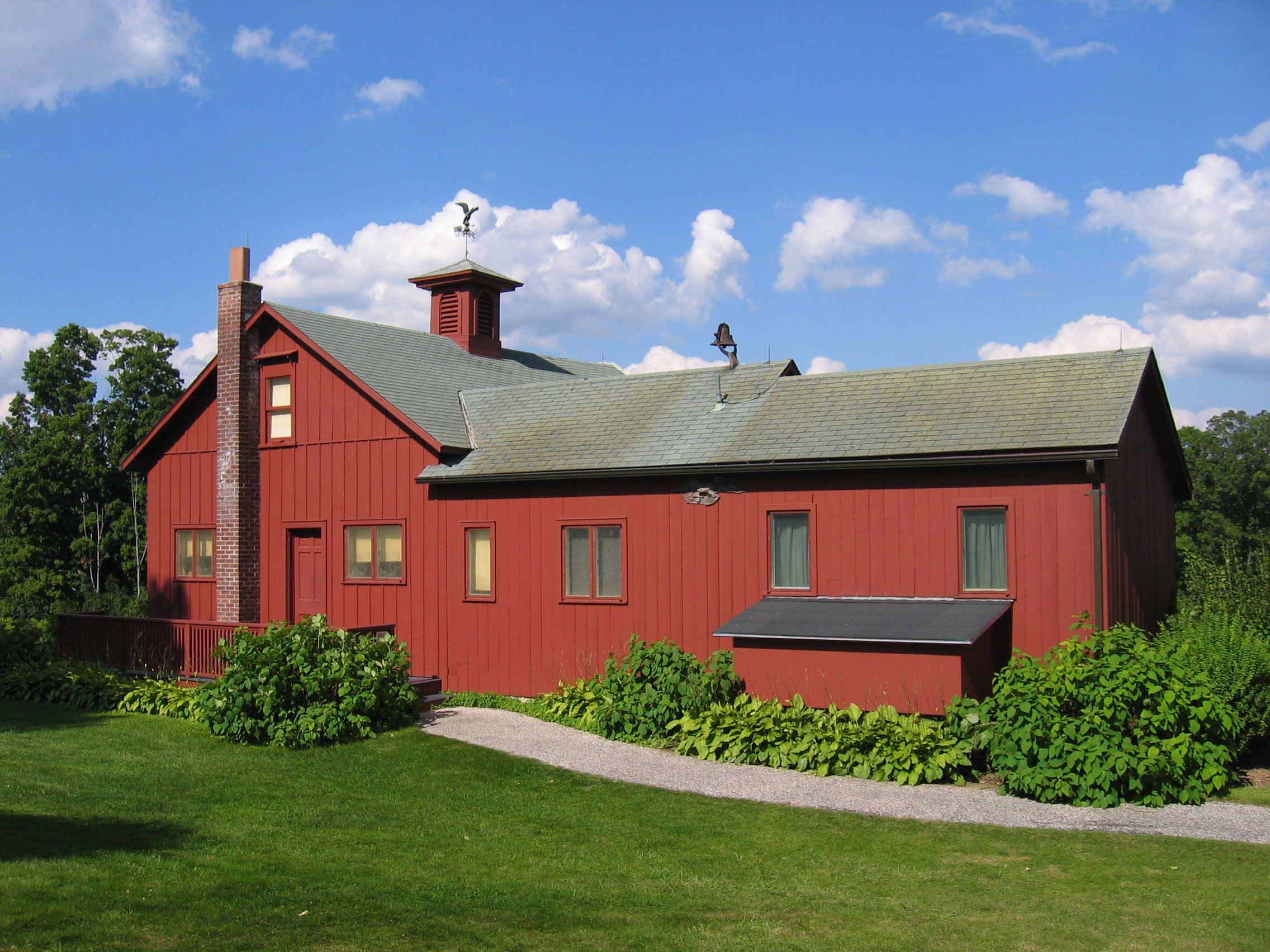
Rockwellův ateliér ve Stockbridge

Po první světové válce Rockwell i nadále spolupracoval s Postem. Zvláštní obliby došly jeho vánoční obálky. Stal se uznávanou celebritou, což se projevilo i tím, že byl v roce 1922 jmenovaný jedním z porotců soutěže Miss America, pořádané v Atlantic City. Rockwell však stále svou tvorbu reflektoval ve vztahu k soudobému umění. Během jedné z krizí, kdy o své tvorbě pochyboval, odjel roku 1923 do Paříže. Zde se dokonce zapsal do kurzů na jedné z uměleckých škol a experimentoval s modernou. Ještě téhož roku se – poněkud bezcílně – potuloval po severní Africe a Jižní Americe. V roce 1924 ilustroval svůj první Boy Scout Calendar (Chlapecký skautský kalendář); s periodikem pak spolupracoval až do roku 1976. V roce 1926 vyšla v Postu poprvé celobarevná obálka, jejíž provedení bylo svěřeno Rockwellovi.
V roce 1927 opět navštívil Evropu. V té době také navázal přátelství s Francisem S. Fitzgeraldem. Další tvůrčí krizi prožíval Rockwell kolem roku 1932. Znovu hledal vysvobození v Paříži, kam odjel s manželkou i novorozeným synem Jarvisem. V té době vytvořil pro Post jen pár obálek. Novým impulzem se pro něj v roce 1935 stala zakázka na ilustrování speciálního vydání Toma Sawyera. Rockwell, který se ve své tvorbě vždy striktně držel reality, proto odjel do Hannibalu v Missouri, rodného města Marka Twaina a zároveň dějiště jeho románů. Dalším projektem, kterým se Rockwell zabýval, byly doprovodné ilustrace k biografii spisovatelky Louisy May Alcottové, která vycházela na pokračování v časopisu Women's Home Companion (Dámský domácí průvodce) v roce 1937. Rockwell se opět vypravil do města, kde Alcottová vyrůstala, do Concordu v Massachusetts. Pro inspiraci si fotografoval místa i lidi. Fotografie mu byla většinou významnou pomůckou při malování. Krátce před vypuknutím druhé světové války, v roce 1938, vzal Rockwell rodinu na výlet do Anglie. Měla tak možnost zakusit tamní stísněnou předválečnou atmosféru.

### Za 2. světové války

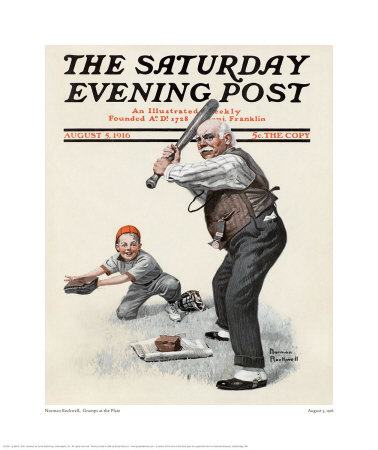
Děda na pálce, Obálka Saturday Evening Post ze srpna 1916

I během 2. světové války pracoval Rockwell jako angažovaný umělec. Jeho výrazovým prostředkem byly hlavně obálky v Postu, kterými se snažil povzbudit morálku a patriotismus svých spoluobčanů. V letech 1941–1946 vytvořil sérii 11 obálek, ve kterých znázornil osudy fiktivního vojáka Willieho Gillise od odvodu po vítězný návrat z války. Modelem pro Gillise byl Robert Otis Buck z Vermontu, kterého Rockwell objevil v místní tančírně. Protože Buck nebyl ze zdravotních důvodů odveden, mohl malíři permanentně sloužit jako model.
Rockwell však chtěl vytvořit zásadnější angažované dílo. V roce 1943 namaloval soubor čtyř rozměrných obrazů s názvem Four Freedoms (Čtyři svobody), které dokončil za sedm měsíců. Dílo bylo inspirováno výroční zprávou amerického prezidenta Franklina D. Roosevelta Kongresu z ledna 1941, ve které formuloval čtyři principy, které se měly vztahovat na všechny obyvatele světa. Zněly: svoboda od nedostatku, svoboda slova a přesvědčení, svoboda vyznání a svoboda od strachu. Úřady ve Washingtonu zprvu o obrazy neměly zájem, Rockwell je proto publikoval v Postu. Vláda je ovšem později vydala jako plakáty v miliónových nákladech a ještě v roce 1943 uspořádala putovní výstavu originálů v 16 městech. Rockwell sám považoval za nejlepší malbu ze Čtyř svobod Svobodu projevu. Pro obrazy byla putovní výstava štěstím. V době jejího konání totiž vypukl v Rockwellově ateliéru požár, který zničil nejen množství rekvizit a kostýmů, které malíř používal jako vzory při malování, ale také mnoho obrazů. Viníkem požáru byl Rockwell samotný, protože se vznítil žhavý popel z jeho nezbytné dýmky.

### Poválečná tvorba

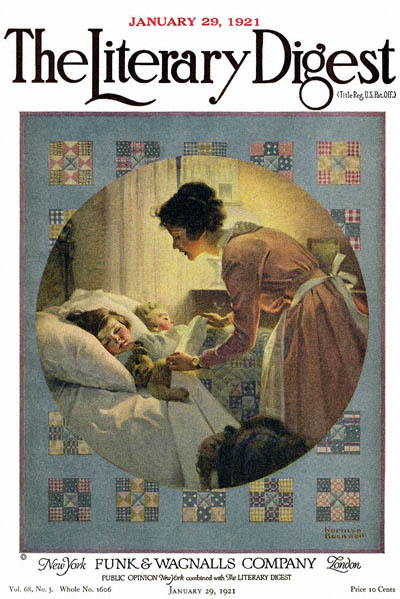
Maminka ukládá děti, obálka The Literary Digest z ledna 1921

Rockwellovo angažmá za války mu přineslo zvýšenou pozornost médií. V roce 1945 přinesl o malíři rozsáhlý materiál časopis The New Yorker, rok nato připravil výtvarník Arthur L. Guptill publikaci Norman Rockwell Illustrator. Rockwell nechal v knize čtenáře nahlédnout do metody své práce a odhalil fotografii jako zdroj detailního popisu skutečnosti na svých obrazech. O své zkušenosti s adepty ilustrační tvorby se Rockwell podělil i v rámci Famous Artists School (Škola slavných umělců), kterou v roce 1948 založil spolu s dalšími členy Society of Illustrators (Spolku ilustrátorů). Jednalo se o korespondenční kurzy, škola sídlila ve Westportu ve státě Connecticut. Roku 1951 namaloval svou zřejmě nejpopulárnější obálku Postu – Saying Grace (Modlitba před jídlem).
V roce 1957 vyšel v měsíčníku Atlantic Monthly článek, označující Rockwella za umělecky a politicky bezvýznamného. Obvinil ho zároveň, že kazí Američanům vkus. Byla to doba, kdy americkou uměleckou scénu ovládal abstraktní expresionismus; máloco mohlo být tak odlišné jako Rockwellův hyperrealistický styl a např. Pollockova abstrakce. Názory podobného druhu se objevovaly po celá 60. léta. Rockwell se však sám vůči abstraktní malbě nevymezoval a respektoval ji. V roce 1962 dokonce sám jeden takový obraz, který parafrázoval Pollockovu tvorbu, namaloval a umístil na obálku Postu.
Roku 1959, když jeho manželka Mary nečekaně umřela, začal pracovat na své autobiografii, s jejímž koncipováním mu pomáhal syn Thomas. Vzpomínky pod názvem My Adventures as an Illustrator (Má dobrodružství jako ilustrátora) vycházely nejprve na pokračování v Postu, v roce 1960 pak vyšly knižně.
V roce 1963 se Rockwell rozhodl spolupráci s Postem ukončit. Jeho poslední obálka vyšla 14. prosince. Od roku 1964 začal ilustrovat společenský časopis Look. Uvedl se obálkou s názvem Problem We All Live With (Problém, se kterým žijeme všichni), která kritizovala rasismus. V roce 1968 mu The Danenberg Galleries v New Yorku uspořádala retrospektivu, na níž bylo vystaveno 40 pláten v čele s Modlitbou před jídlem. O čtyři roky později mu tatáž galerie uspořádala výstavu při příležitosti 60 let umělecké činnosti. Rockwellovy obrazy ale bylo možné také spatřit v místě jeho bydliště, ve Stockbridge, kde v roce 1969 otevřel galerii svých vlastních obrazů v The Old Corner House (Starém domě na rohu).
V roce 1976 vyšla v časopisu American Artist jeho vůbec poslední obálka. O rok později obdržel od prezidenta Geralda Forda Presidential Medal of Freedom, nejvyšší ocenění, které může civilní americký občan dostat. Zemřel 8. listopadu 1978 ve věku 84 let na zánět plic ve Stockbridge. Jeho pohřbu se zúčastnila i manželka tehdejšího prezidenta Rosalynn Carterová.
V roce 1993 bylo ve Stockbridge otevřeno Norman Rockwell Museum. Budovu projektoval architekt Robert A. M. Stern. Nejvyhledávanějšími exponáty jsou Čtyři svobody. Pod záštitou High Museum of Art v Atlantě a Rockwellova muzea byla roku 1999 zahájena velká putovní výstava Rockwellových obrazů, plánovaná na čtyři roky. Pod jejím vlivem začali vlivní umělečtí kritici zmírňovat své dosavadní příkré odsudky malířova díla.

## Dílo

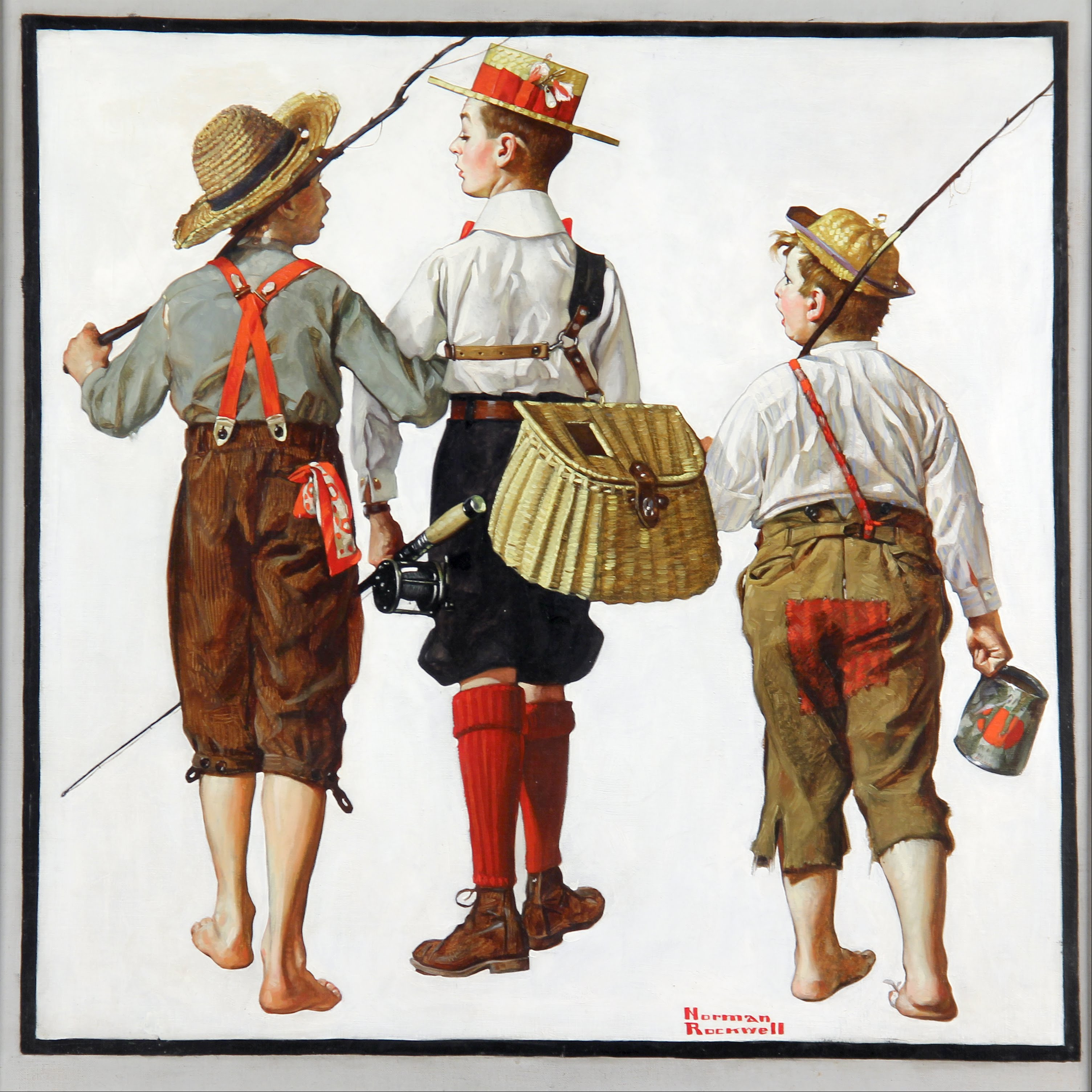
Cestou na ryby, 1919

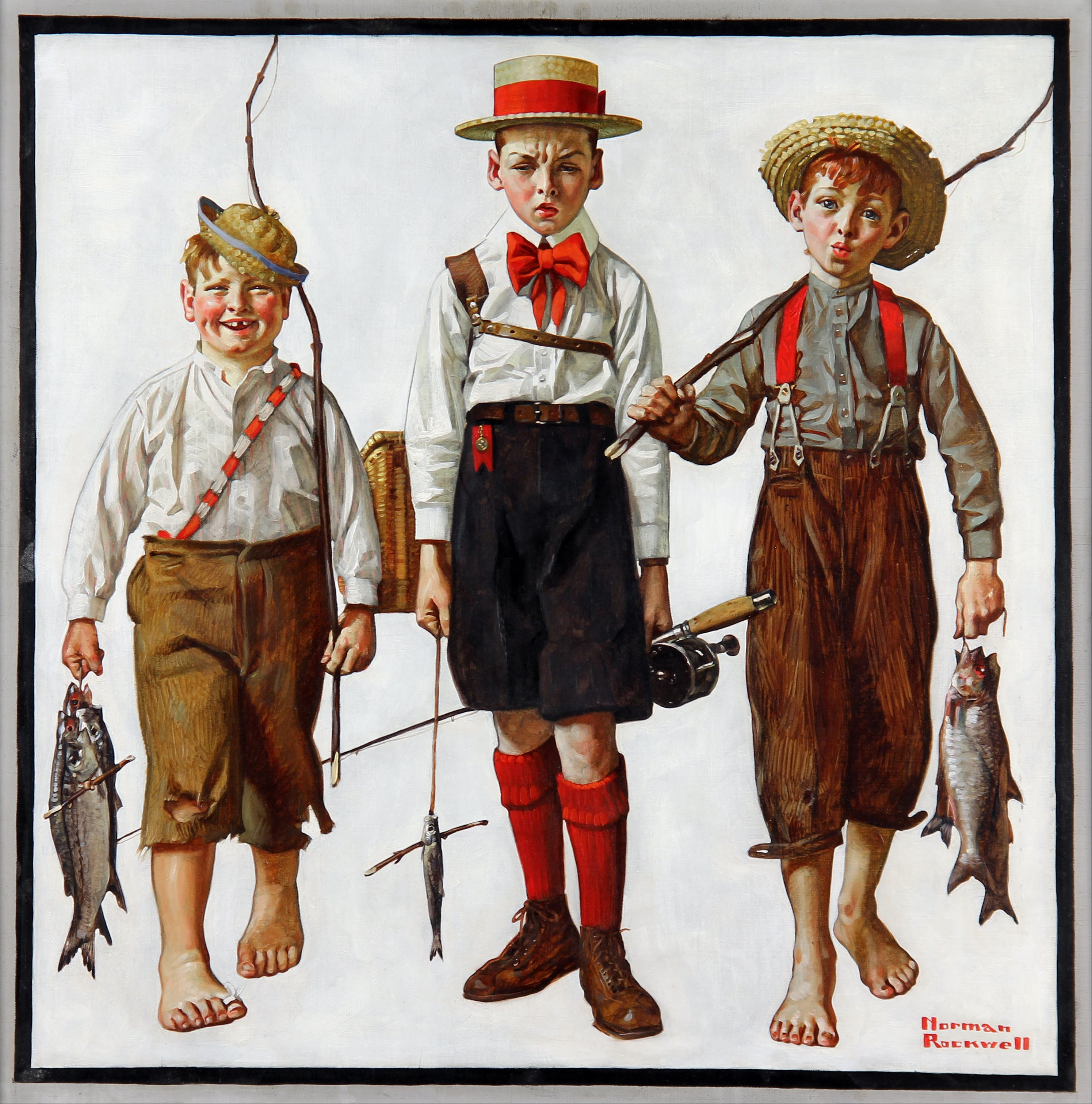
Úlovek, 1919

Rockwell proslul především jako ilustrátor. Přes čtyřicet let kreslil pro Saturday Evening Post, nevyhýbal se ale ani spolupráci s dalšími periodiky jako Ladies' Home Journal, Look a Boy Scout Calendar. Ve svých kresbách zobrazoval každodenní život zejména středních vrstev společnosti. Tematizoval maloměstský život a podporoval vlastenectví. Kresby mají mnohdy humornou povahu. Jsou provedeny s takovým smyslem pro detail, že připomínají fotografii. Vytvořil také mnoho plakátů. Značnou část jeho díla tvoří kresby pro reklamu na různé spotřební zboží.
Norman Rockwell byl velmi pracovitý, vytvořil přes 4000 maleb a kreseb. Většina z nich je ve veřejných sbírkách, část raného díla byla zničena při požáru ateliéru v roce 1943. Během své dlouhé kariéry portrétoval americké prezidenty Eisenhowera, Kennedyho, Johnsona a Nixona i zahraniční osobnosti včetně Gamala Abdela Nassera a Džaváharlála Néhrúa. Jednou z jeho posledních portrétních prací byl portrét legendární zpěvačky Judy Garlandové v roce 1969.
Ilustroval přes 40 knih, včetně Toma Sawyera a Huckleberry Finna.
Za každoroční příspěvky do Boy Scouts Calender získal v roce 1939 cenu Silver Buffalo Award, nejvyšší ocenění, které může dospělý od amerických skautů získat. Ilustroval i kalendáře: nejznámější byla Four Seasons (Čtyři roční období), která nakladatelství Brown & Bigelow vydávalo v různých podobách v letech 1947-1964. Rockwell byl mnohostranný umělec. Ilustroval i různé brožury, katalogy, plakáty (zvláště filmové), edice not, navrhoval známky a hrací karty a dokonce i nástěnné malby (včetně známých Yankee Doodle Dandy a God Bless the Hills, které byly dokončeny v roce 1936 pro hotel Nassau Inn v Princetonu, státě New Jersey.
Umělečtí kritici Rockwellovo dílo často odmítali. Zejména obálky The Saturday Evening Post byly podle jejich mínění příliš „nasládlé“ a americký život idealizovaly – dokonce se vžil pejorativní termín „rockwellovský“. Někteří soudobí kritici považují jeho práce za buržoazní a kýčovité. Více je respektována jeho tvorba po 2. světové válce, kdy si vybral vážnější témata, jako v sérii maleb proti rasismu pro časopis Look. Příkladem je obraz The Problem We All Live With (Problém, se kterým žijeme všichni). Obraz líčí šestiletou černošku Ruby Bridgesovou, obklopenou policisty, jdoucí do školy v New Orleansu podél zdi popsané rasistickými nápisy.

### Hlavní díla
- Scout at Ship's Wheel (1913)
- Santa and Scouts in Snow (1913)
- Boy and Baby Carriage (1916)
- Circus Barker and Strongman (1916)
- Gramps at the Plate (1916)
- Redhead Loves Hatty Perkins (1916)
- People in a Theatre Balcony (1916)
- Tain't You (1917)
- Cousin Reginald Goes to the Country (1917)
- Santa and Expense Book (1920)
- Mother Tucking Children into Bed (1921)
- No Swimming (1921)
- Santa with Elves (1922)
- Doctor and Doll (1929)
- Four Freedoms (1943)
  - Freedom of Speech (1943)
  - Freedom to Worship (1943)
  - Freedom from Want (1943)
  - Freedom from Fear (1943)
- Rosie the Riveter (1943)
- Going and Coming (1947)
- Bottom of the Sixth (1949)
- Saying Grace (1951)
- The Young Lady with the Shiner (1953)
- Girl at Mirror (1954)
- Breaking Home Ties (1954)
- The Marriage License (1955)
- The Scoutmaster (1956)
- The Rookie (1957)
- The Runaway (1958)
- Triple Self-Portrait (1960)
- Golden Rule (1961)
- The Problem We All Live With (1964)
- Southern Justice (Murder in Mississippi) (1965)
- New Kids in the Neighborhood (1967)
- Russian Schoolroom (1967)
- Spirit of 76 (1976)